# Mundwa
Mundwa là một thành phố và khu đô thị của quận Nagaur thuộc bang Rajasthan, Ấn Độ.

## Địa lý
Mundwa có vị trí 27°04′B 73°49′Đ / 27,07°B 73,82°Đ Nó có độ cao trung bình là 335 mét (1099 feet).

## Nhân khẩu
Theo điều tra dân số năm 2001 của Ấn Độ, Mundwa có dân số 16.004 người. Phái nam chiếm 51% tổng số dân và phái nữ chiếm 49%. Mundwa có tỷ lệ 47% biết đọc biết viết, thấp hơn tỷ lệ trung bình toàn quốc là 59,5%: tỷ lệ cho phái nam là 61%, và tỷ lệ cho phái nữ là 33%. Tại Mundwa, 18% dân số nhỏ hơn 6 tuổi.